# Fanis Dauletov
Fanis Dauletov (ur. 29 maja 1975) – kazachski zapaśnik w stylu klasycznym. Zajął dziewiąte miejsce w mistrzostwach świata w 1995. Brązowy medal w mistrzostwach Azji w 1995. Czwarty w Pucharze Świata w 1995 roku.